# Planet Zoo
Planet Zoo é um jogo de simulação de construção e gerenciamento desenvolvido e publicado pela Frontier Developments para Microsoft Windows em 5 de novembro de 2019. O jogo é um sucessor espiritual de Zoo Tycoon e Zoo Tycoon 2, com uma jogabilidade semelhante à variante de parque temático do estúdio, Planet Coaster. Uma versão para PlayStation 5 e Xbox Series X/S, intitulada Planet Zoo: Console Edition, foi anunciada em 30 de janeiro de 2024 e lançada em 26 de março do mesmo ano.
Assim como em Planet Coaster, críticos elogiaram as ferramentas de criação de Planet Zoo, bem como a representação realista dos animais e a ênfase na conservação da vida selvagem. No entanto, o jogo também foi criticado pela complexidade das suas mecânicas de gestão e construção, que foram consideradas excessivamente desafiantes para alguns jogadores. Planet Zoo recebeu vários pacotes de conteúdo para download adicionando mais animais. O jogo vendeu mais de um milhão de cópias em seis meses.

## Jogabilidade
Planet Zoo encarrega os jogadores de construir um jardim zoológico, com 76 espécies animais disponíveis no jogo base e 104 novas espécies distribuídas por 16 pacotes de conteúdo para download e na edição deluxe. Os animais, controlados por inteligência artificial, se comportam de forma semelhante a suas contrapartes na vida real. Por exemplo, lobos adotam uma mentalidade de matilha e animais das planícies africanas (como elefantes, girafas, zebras, gnus e búfalos) podem viver juntos em um único habitat de espécies mistas. Cada espécie tem seus próprios requisitos e necessidades que os jogadores devem satisfazer por meio da criação de um habitat adequado e de um enriquecimento ambiental apropriado. Predadores podem atacar e matar outros animais, mas, ao contrário do que ocorre em Zoo Tycoon, não podem atacar os visitantes. Cada animal tem seu próprio genoma dentro do sistema de reprodução do jogo, que reflete sua expectativa de vida, tamanho, saúde e fertilidade e pode ser transmitido aos descendentes. Dessa forma, elementos como endocruzamento podem ter consequências negativas para a prole.
Além de garantir o bem-estar dos animais, o jogador deve lidar com o gerenciamento do parque como uma instituição. Isso inclui a contratação de funcionários, a construção de instalações para os visitantes e para a equipe, a realização de pesquisas e o trabalho para a conservação de espécies ameaçadas e em perigo de extinção. Assim como Planet Coaster, Planet Zoo oferece mais de mil peças de construção, como bancos, iluminação, arbustos, árvores e itens individuais como tábuas de madeira, vidro, pedras e telhas. Ao permitir que esses itens atravessem e/ou se encaixem uns nos outros, o jogador pode criar edifícios elaborados, paisagismo e estruturas naturais, como cachoeiras e sistemas de cavernas, do zero. As estruturas personalizadas podem ser carregadas como "projetos" para outros jogadores baixarem gratuitamente e colocarem em seus próprios zoológicos por meio do Steam Workshop. Passeios de safári, barco, trem, monotrilho e gôndola também podem ser construídos em todo o zoológico para transporte e para oferecer aos visitantes formas adicionais de ver os animais. O jogo apresenta um ciclo dinâmico de dia/noite, padrões climáticos e física de fezes de animais.
O jogo apresenta quatro modos: sandbox, carreira, desafio e o modo de franquia online. O modo de franquia permite que o jogador crie vários zoológicos em franquia com uma economia e animais compartilhados. Os animais podem ser comprados e negociados com os zoológicos de outros jogadores por meio de um mercado online. Periódicos desafios cooperativos da comunidade online com foco na conservação (como criar e liberar o maior número possível de pandas gigantes na natureza em um determinado período) permitem que os jogadores recebam "créditos de conservação", que podem ser trocados por novos animais em vez da moeda normal do jogo. O jogo base apresenta dez espécies e subespécies de animais criticamente ameaçadas de extinção: orangotango-de-bornéu, pangolim-chinês, gavial, urso-pardo-do-himalaia, rã-venenosa-de-lehmann, iguana-do-caribe, varecia-vermelho, leão-senegalês, chimpanzé-ocidental e gorila-ocidental-das-terras-baixas. Aumentar a classificação de conservação do zoológico por meio da exibição e soltura de animais ameaçados de extinção, placas informativas e palestras educativas é um objetivo importante no jogo.

## Desenvolvimento e lançamento
Os primeiros rumores circularam depois que a Frontier Developments registrou uma marca comercial em agosto de 2015 para um novo jogo eletrônico chamado Planet Safari. O jogo foi anunciado oficialmente em 24 de abril de 2019 e lançado em 5 de novembro de 2019. O lançamento foi muito esperado por fãs dos jogos da série Zoo Tycoon, que estavam decepcionados com as mudanças feitas no reboot de 2013. Planet Zoo foi desenvolvido utilizando o motor de jogo Cobra, propriedade da Frontier. Além de comprar o jogo normal, os jogadores podem comprar a edição deluxe, que inclui três animais exclusivos (dragão-de-komodo, gazela-de-thomson e hipopótamo-pigmeu), conteúdo bônus (incluindo a trilha sonora completa e wallpapers) e incluía, antes de seu lançamento, acesso à versão beta de 24 de setembro a 8 de outubro de 2019.
A Frontier continuou a oferecer suporte ao jogo por meio de atualizações gratuitas do jogo base. Além de correções de falhas, essas atualizações gratuitas incluem novos conteúdos, como itens de cenário, incluindo folhagem e peças de construção, novos menus para a qualidade da comida e passeios no parque, e novas mecânicas no jogo, como variação de cor hereditária, máquinas de venda automática, conversas sobre animais com educadores, modo de câmera em primeira pessoa e mergulho subaquático de animais. A Frontier comemora o aniversário anual do jogo por meio de "atualizações de aniversário", que geralmente adicionam mais animais ao jogo.
Assim como aconteceu com Planet Coaster, uma versão para PlayStation 5 e Xbox Series X/S do jogo intitulada Planet Zoo: Console Edition foi anunciada em 30 de janeiro de 2024 e lançada em 26 de março do mesmo ano.

## Animais
A versão base de Planet Zoo inclui 76 espécies diferentes, incluindo 53 espécies de habitat e 23 espécies de terrário:

### Espécies de habitat
| - Anta-centro-americana - Antilocapra - Avestruz - Bisão-americano - Bongo - Bonobo - Búfalo-africano - Cabra-de-leque - Camelo - Cervo-vermelho - Chimpanzé-ocidental - Crocodilo-de-água-salgada - Elefante-africano - Elefante-indiano - Flamingo-comum - Gavial - Girafa-reticulada - Gnu-de-cauda-branca | - Gorila-ocidental-das-terras-baixas - Guepardo - Hiena-malhada - Hipopótamo - Inhala - Javali-africano - Lagarto-do-nilo - Leopardo-das-neves - Leão-senegalês - Lobo-ocidental - Lêmure-de-cauda-anelada - Mabeco - Macaco-japonês - Mandril - Ocapi - Orangotanto-de-bornéu - Órix-do-cabo - Palanca-negra | - Panda-gigante - Panda-vermelho - Pangolim-chinês - Pavão-indiano - Pecari-de-colar - Porco-da-terra - Rinoceronte-indiano - Tartaruga-gigante-de-galápagos - Tartaruga-gigante-de-seychelles - Tigre-siberiano - Tigre-de-bengala - Urso-cinzento - Urso-pardo-do-himalaia - Urso-de-colar - Varecia-preto-e-branco - Varecia-vermelho - Zebra-da-planície |

### Espécies de terrário
| - Aranha-armadeira - Aranha-golias - Barata-rinoceronte - Besouro-golias - Besouro-titã - Biúta - Caramujo-tigre-gigante - Caranguejeira-rosa-salmão-brasileira | - Caranguejeira-de-joelho-vemelho-mexicana - Cascavel-diamante-ocidental - Centopeia-gigante-amazônica - Cobra-marrom - Cobra-da-morte - Escorpião-gigante-da-floresta - Escorpião-gigante-do-arizona - Iguana-verde | - Iguana-do-caribe - Jiboia - Monstro-de-gila - Rã-golias - Rã-venenosa-dourada - Rã-venenosa-de-lehmann - Sucuri-amarela |

## Conteúdo adicional
O Pacote Upgrade Deluxe, incluindo os três animais exclusivos da versão deluxe de Planet Zoo, foi lançado em simultâneo com o jogo, disponível para os jogadores que adquiriram sua versão base. O primeiro conteúdo para download posterior lançado para Planet Zoo foi o Pacote Ártico, em dezembro de 2019. Até março de 2024, 17 pacotes de expansão foram lançados para o jogo, adicionando 104 novas espécies. Até essa data, apenas estão disponíveis para a versão do jogo para PlayStation 5 e Xbox Series X/S os pacotes Deluxe Upgrade Pack, North America Animal Pack e Europe Pack; os outros 14 conteúdos para download serão lançados até março de 2025.
| DLC - NOMES                | Data de lançamento     | Adições |
| -------------------------- | ---------------------- | --- |
| Deluxe Upgrade Pack        | 5 de novembro de 2019  | Três espécies: dragão-de-komodo, gazela-de-thomson e hipopótamo-pigmeu. |
| Arctic Pack                | 17 de dezembro de 2019 | Dois cenários – um ambientado em uma tundra e outro em um deserto no México –, itens decorativos e quatro espécies nativas do Ártico: carneiro-de-dall, lobo-do-ártico, rena e urso-polar.                                                                                             |
| South America Pack         | 7 de abril de 2020     | Itens decorativos e cinco espécies nativas da América do Sul: lhama, macaco-prego-de-cara-branca, onça-pintada, rã-de-olhos-vermelhos e tamanduá-bandeira. |
| Australia Pack             | 25 de agosto de 2020   | Um cenário ambientado no outback, itens decorativos e cinco espécies nativas da Austrália: canguru-vermelho, casuar-do-sul, coala, dingo e lagarto-de-língua-azul. |
| Aquatic Pack               | 8 de dezembro de 2020  | Um cenário ambientado em Óregon, itens decorativos e cinco espécies aquáticas: ariranha, cágado-diamante, foca-cinzenta, jacará-paguá e pinguim-rei. |
| Southeast Asia Animal Pack | 30 de março de 2021    | Oito espécies nativas do sudeste asiático: anta-malaia, babirussa, bicho-folha-gigante-da-malásia, dhole, leopardo-nebuloso, macaco-narigudo, urso-gato-asiático e urso-malaio. |
| Africa Pack                | 22 de junho de 2021    | Um cenário ambientado em um oásis, itens decorativos e cinco espécies nativas da África: escaravelho-sagrado, feneco, pinguim-africano, rinoceronte-branco-do-sul e suricato. |
| North America Animal Pack  | 4 de outubro de 2021   | Oito espécies nativas da América do Norte: alce, aligátor-americano, castor-americano, cão-da-pradaria-de-rabo-preto, leão-marinho-californiano, puma, raposa-do-ártico e rã-touro-americana.                                                                                          |
| Europe Pack                | 14 de dezembro de 2021 | Itens decorativos e cinco espécies nativas da Europa: gamo, lince-euroasiático, salamandra-de-fogo, texugo-europeu e íbex-dos-alpes. |
| Wetlands Animal Pack       | 12 de abril de 2022    | Um cenário ambientado no pantanal brasileiro e oito espécies nativas de pântanos: búfalo-asiático-selvagem, capivara, cobo-do-nilo, grou-da-manchúria, jacaretinga, lontra-anã-oriental, ornitorrinco e tritão-de-crista-do-danúbio.                                                   |
| Conservation Pack          | 21 de junho de 2022    | Um cenário ambientado na Mongólia, itens decorativos e cinco espécies criticamente em perigo ou em perigo de acordo com a Lista Vermelha da IUCN: axolote, cavalo-de-przewalski, leopardo-de-amur, siamang e órix-de-cimitarra.                                                        |
| Twilight Pack              | 18 de outubro de 2022  | Um cenário ambientado na Transilvânia, itens decorativos temáticos de dia das bruxas e cinco espécies noturnas: cangambá, guaxinim, morcego-frugívoro-egípcio, raposa-vermelha e vombate-comum.                                                                                        |
| Grasslands Animal Pack     | 13 de dezembro de 2022 | Um cenário ambientado na Argentina e doze espécies nativas de pradarias: borboleta-amarela, borboleta-azul, borboleta-cauda-de-andorinha, borboleta-monarca, borboleta-pavão, caracal, emu, gnu-de-cauda-preta, hiena-riscada, lobo-guará, tatu-galinha e wallaby-de-pescoço-vermelho. |
| Tropical Pack              | 4 de abril de 2023     | Um cenário ambientado em uma selva, itens decorativos e cinco espécies nativas de florestas tropicais: bicho-preguiça, fossa, gibão-de-mãos-brancas, porco-vermelho-africano e varano-malaio.                                                                                          |
| Arid Animal Pack           | 20 de junho de 2023    | Um cenário ambientado no Deserto da Arábia e oito espécies nativas de biomas áridos: asno-da-somália, dromedário, gato-do-deserto, gazela-dama, porco-espinho-de-crista-africano, rinoceronte-negro, víbora-de-chifres e ádax.                                                         |
| Oceania Pack               | 19 de setembro de 2023 | Um cenário ambientado em uma ilha na Nova Zelândia, itens decorativos e cinco espécies nativas da Oceania: diabo-da-tasmânia, pinguim-azul, quiuí-marrom-do-norte, quokka e raposa-voadora-de-óculos.                                                                                  |
| Eurasia Animal Pack        | 13 de dezembro de 2023 | Um cenário ambientado na Eurásia e oito espécies nativas da Eurásia: bisão-europeu, carcaju, cisne-branco, javali, saiga, takin, tartaruga-do-mediterrâneo e urso-preguiça. |
| Barnyard Animal Pack       | 30 de abril de 2024    | Um cenário ambientado na Nova Zelândia, itens decorativos e sete espécies da fazenda: gado das Terras Altas, galinha Sussex, cabra Alpina, alpaca, burro americano, ovelha Hill Radnor e porco Tamworth.                                                                               |
| Zookeepers Animal Pack     | 15 de outubro de 2024  | Um cenário ambientado na Europa e sete novas espécies: babuíno-sagrado, dik-dik-de-kirk, gato-de-pallas, markhor, sifaka-de-coquerel, tartaruga-de-esporas-africana e o urso-de-óculos.                                                                                                |
| Americas Animal Pack       | 15 de abril de 2025    | Um cenário ambientado nas florestas da América Central e sete novas espécies que habitam a regiões da américa: cachorro-vinagre, carneiro-selvagem, coiote, ema, flamingo-americano, jaguatirica e o parauaçu-de-cara-branca.                                                          |

## Recepção
Planet Zoo recebeu avaliações "geralmente favoráveis" da crítica especializada, de acordo com o agregador de críticas Metacritic. O jogo foi elogiado por sua atenção aos detalhes, gráficos, comportamento animal amplamente pesquisado, ferramentas de construção robustas, sistema econômico e de gerenciamento profundos e valor educacional em relação à conservação da vida selvagem. Tendo Planet Coaster como base, o jogo foi descrito como oferecendo aos jogadores flexibilidade e possibilidades incomparáveis para projetar um zoológico sem limites de criatividade em comparação aos jogos de anteriores com a mesma premissa. A IGN descreveu o jogo como "amplamente satisfatório" e "impressionante com uma enorme quantidade de personalização". A Destructoid o elogiou por capturar o espírito de Zoo Tycoon com sucesso e muitas análises o caracterizaram como o melhor jogo de gerenciamento de zoológico de seu tempo, com a Kotaku chamando-o de "uma das maiores sandboxes dos jogos".
No entanto, esses recursos também foram criticados por uma curva de aprendizado acentuada e por exigirem muita atenção ao gerenciamento; muitos críticos consideraram isso potencialmente desestimulante para jogadores casuais que podem estar mais interessados nos animais do que em elementos mais amplos do gerenciamento do parque. Embora estruturas altamente complexas e detalhadas possam ser projetadas a partir do zero, a mecânica de construção e o sistema de caminhos, em particular, foram descritos como sendo muito difíceis de serem executados corretamente por novos jogadores, especialmente por aqueles que não jogaram Planet Coaster anteriormente. Vários mecanismos de bem-estar dos hóspedes, da equipe e dos animais também foram descritos como exigindo um grau de microgerenciamento às vezes excessivo. A GameSpot descreveu o jogo como um "safári de planilha" que "às vezes se atrapalha com o peso de seus próprios sistemas", enquanto a Game Informer concluiu que "um nível irracional de paciência [...] cria uma barreira em torno de suas melhores qualidades".
A recepção do suporte e das atualizações pós-lançamento foi positiva, com várias tentativas de solucionar as críticas constantes aos sistemas de gerenciamento e construção. A introdução de novos animais e cenários se mostrou muito positiva, embora alguns jogadores tenham defendido o aumento do número de animais adicionais por pacote de conteúdo para download. Planet Zoo adotou uma abordagem de lançamento de pacotes de conteúdo menores e mais frequentes, em contraste com os pacotes de expansão maiores da série Zoo Tycoon original. Em resposta a esse feedback, o quarto pacote de expansão, Southeast Asia Animal Pack, foi lançado com 8 animais; os desenvolvedores também fizeram modificações rápidas ao modelo do urso-gato-asiático depois fãs identificaram anomalias anatômicas nas capturas de tela do pré-lançamento.

O jogo foi um sucesso comercial, vendendo mais de um milhão de cópias até maio de 2020. Nove meses depois, o jogo havia ultrapassado a marca de 1,5 milhão de cópias vendidas do jogo base. Ele também ganhou os prêmios de "Melhor Jogo de Simulação" na Gamescom 2019, "Jogo de Simulação" no NAVGTR Awards e "Melhor Jogo de Estratégia/Simulação" no Webby Awards 2020. Além disso, Planet Zoo foi indicado na categoria "Melhor Jogo Britânico" no BAFTA Game Awards 2020.